# گلایشتسلن-گلایسهورباخ
گلایشتسلن-گلایسهورباخ (به آلمانی: Gleiszellen-Gleishorbach) یک شهر در آلمان است که در زودلیشه واینشتراسه واقع شده‌است. گلایشتسلن-گلایسهورباخ  ۸۰۱ نفر جمعیت دارد.